# Ypthimorpha upembana
Ypthimorpha upembana är en fjärilsart som beskrevs av Frans G.Overlaet 1955. Ypthimorpha upembana ingår i släktet Ypthimorpha och familjen praktfjärilar. Inga underarter finns listade i Catalogue of Life.